# Meerwasseraquaristik

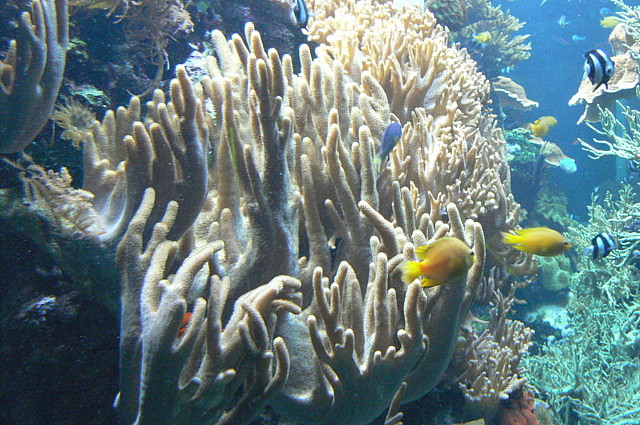
Riffaquarium im Aquarium des Zoos Berlin
Riffbarsche und Lederkoralle

Riffaquarium bei einem Fachhändler

Die Meerwasser- oder Seewasseraquaristik ist ein Teilgebiet der Aquaristik. Sie umfasst alle Tätigkeiten, die mit Haltung und Pflege mariner Organismen im Aquarium verbunden sind.

## Meerwasser
Natürliches Meerwasser ist eine Lösung der Ionen verschiedener Salze (v. a. Kochsalz, Magnesiumsulfat, Magnesiumchlorid, Calciumchlorid und Natriumhydrogencarbonat). Der durchschnittliche Salzgehalt liegt bei ca. 3,4 % (34 g/L), wobei im Einzelfall auch Abweichungen möglich sind (Rotes Meer bis zu 4,2 %). Für aquaristische Zwecke wird Seewasser meist hergestellt, in dem man Leitungswasser durch Umkehrosmose reinigt und mit Meersalzmischungen versetzt. Zoos und öffentliche Großaquarien, die an der Küste liegen, verwenden auch manchmal natürliches Meerwasser, wenn es sauber genug ist. Mit einem Aräometer oder einem Refraktometer kann der Salzgehalt kontrolliert werden.

## Korallenriffaquarium
Das Korallenriffaquarium ist heute die bei Privatleuten meistverbreitete Meerwasseraquarienart. Fortschritte im Verständnis des Ökosystems Korallenriff und technischer Fortschritt ermöglichen es heute, sich einen winzigen Ausschnitt aus der bunten Welt der Riffe nach Hause zu holen. Fische, wirbellose Tiere und die notwendige Technik werden über Fachhändler vertrieben.

### Technik

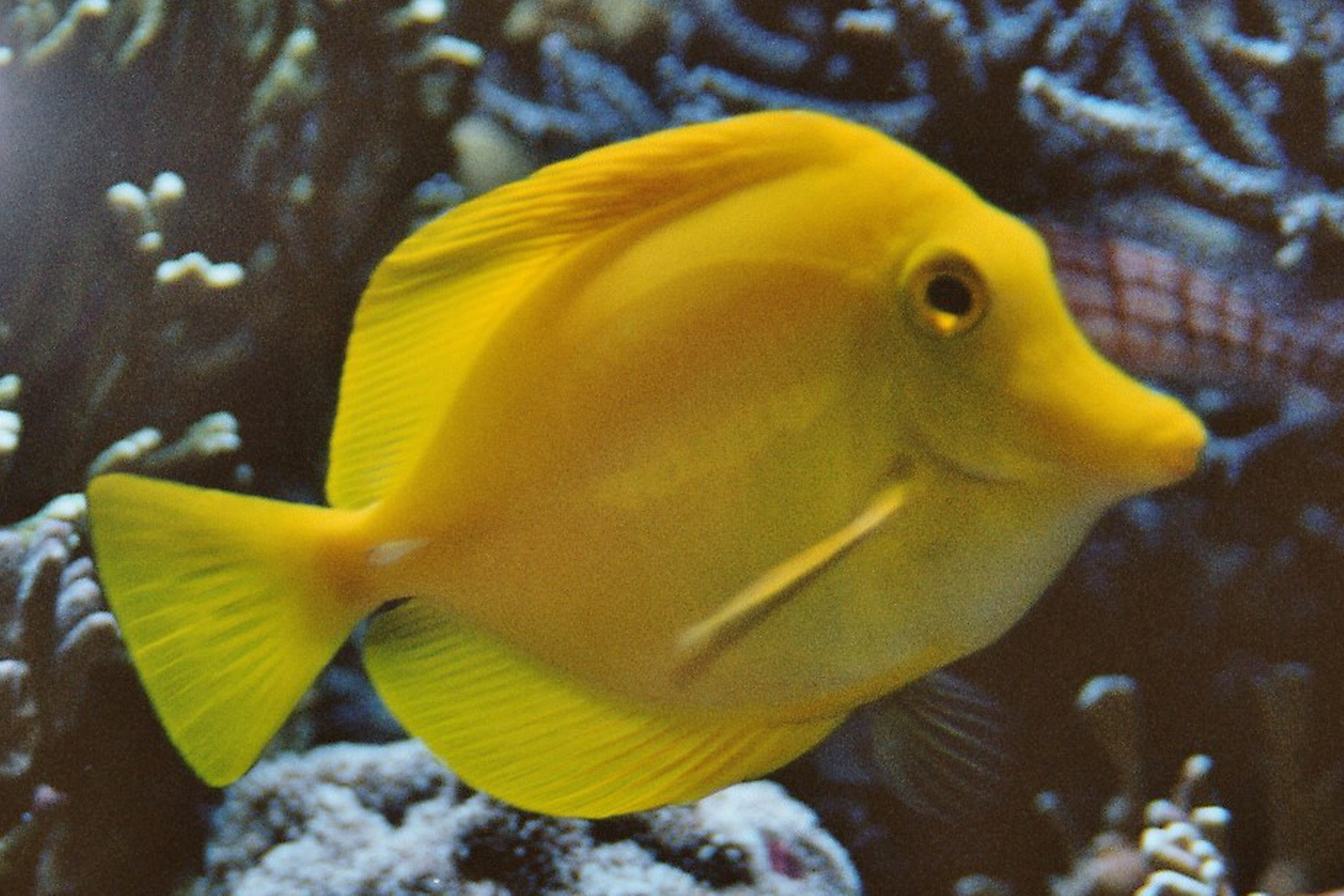
Der Gelbe Segelflossendoktor (Zebrasoma flavescens) ist ein beliebter Meerwasserfisch

Es gibt verschiedene Methoden, ein Meerwasseraquarium zu betreiben, z. B. das Berliner System, Jaubert-System, Deep Sand Bed, Zeolith-Methode, Schlammfilter oder Algenrefugium. Sie alle dienen vor allem dem Nährstoffabbau. Filter für die Wasseraufbereitung, wie sie in der Süßwasseraquaristik eingesetzt werden, haben sich nicht bewährt. Meistens übernehmen ein Eiweißabschäumer und lebende Steine die Filterfunktion.
Alle Riffaquarien brauchen eine starke Beleuchtung, da die meisten der üblicherweise gepflegten Korallen in Symbiose mit einzelligen Algen, den Zooxanthellen, leben. Diese erzeugen durch Photosynthese aus Kohlendioxid und Wasser Sauerstoff und organische Verbindungen, die der Ernährung der Korallen dienen.
Heute werden Metalldampflampen (HQI), optional mit blauen T5- oder T8-Leuchten kombiniert, oder reine moderne T5-Leuchten verwendet.
Vermehrt kommen auch Hochleistungs-Leuchtdioden zum Einsatz, sowohl ausschließlich als auch in Kombination mit T5-Leuchten.
Außerdem ist eine starke Wasserbewegung nötig, für die verschiedenste Förder- und Strömungspumpen eingesetzt werden. Das Aquarienwasser sollte mindestens zehnmal in der Stunde komplett umgewälzt werden. Die Strömung ist notwendig, damit das Wasser durch die lebenden Steine diffundiert und damit die Stoffwechselprodukte der sessilen Korallen abtransportiert werden.
In Korallenriffaquarien sollte eine Temperatur von 24 bis 28 °C herrschen. Oft erzeugen die Pumpen sowie die Beleuchtung so viel Abwärme, dass eine zusätzliche Stabheizung wie in der Süßwasseraquaristik nicht nötig ist. In den Sommermonaten haben viele Steinkorallenfreunde Probleme mit der Wassertemperatur. Sie sollte 30 °C nicht übersteigen. Eine Temperatur über 30 °C hat verheerende Wirkung auf die Zooxanthellen. Diese beginnen abzusterben. Somit wird der Nährstofffluss zu den Korallenpolypen unterbrochen und die Koralle stirbt. In der freien Natur kann man diesen Vorgang schon in vielen Korallengebieten beobachten. Durch die Klimaveränderung beginnt sich das Meerwasser zu erwärmen und die Korallen sterben. Übrig bleibt ein weißes Korallenskelett.

### Fische
Heute werden in mit Korallen besetzten Riffaquarien vor allem Riffbarsche, Grundeln, Lippfische, Leierfische, Zwergkaiserfische und andere Korallenfische gehalten. 

Doktorfische können nur in sehr großen Aquarien gehalten werden. Besonders beliebt ist der Gelbe Segelflossendoktor. Sie sollen als Pflanzenfresser die Algen kurz halten, die bei übermäßigem Wachstum Korallen überwuchern können. Zwergkaiserfische, Schleimfische und algenfressende Wirbellose wie einige Einsiedlerkrebse und Schnecken können in kleineren Aquarien die Algen kurz halten. 

Anemonenfische gehören zu den Riffbarschen und werden ebenfalls häufig gehalten, da sie ein interessantes Verhalten zeigen. In reinen Fischaquarien können auch Falterfische, Drückerfische oder Feilenfische, die sich oft an Wirbellosen vergreifen, gehalten werden.

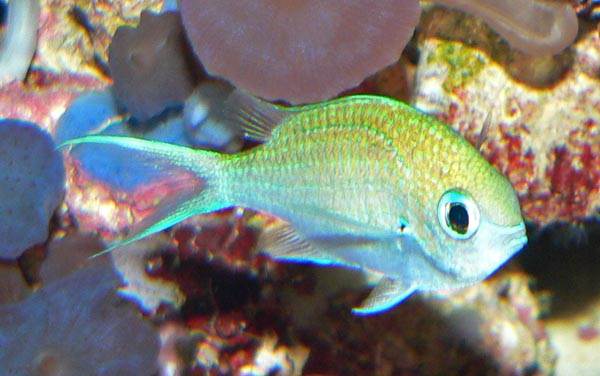
Der Riffbarsch Chromis viridis, einer der beliebtesten Meerwasserzierfische

Fast alle gehandelten Fische sind Wildfänge, die in Korallenriffen gefangen wurden. Ausnahmen hiervon sind Anemonenfische und Zwergbarsche, die in Aquafarmen gezüchtet werden können. Eine Zucht der meisten anderen Fische ist wegen winziger Larvenstadien und deren langer, planktonischer Lebensweise bisher nicht möglich. Es gibt allerdings einige Nachzüchter, die sich auf das Züchten von Meerwasserfischen spezialisiert haben, jedoch lohnt sich der Aufwand im Kosten-Nutzen-Verhältnis als Nebenverdienst wenig, trägt aber dazu bei, die Zahl der Wildentnahmen zu verringern.

### Wirbellose
In der Riffaquaristik werden vor allem sessile Nesseltiere wie Steinkorallen, Weichkorallen, Krustenanemonen, Scheibenanemonen gehalten. Seeanemonen sind nicht mehr so beliebt, da sie oft im Aquarium umherwandern und festsitzende Wirbellose vernesseln.
Weitere aquarientaugliche Wirbellose sind Einsiedlerkrebse, verschiedene Garnelen, Riesenmuscheln, Schlangensterne, Federwürmer und Kalkröhrenwürmer.
Besonders bei den Nesseltieren kann der Aquarienfreund auf ein breites Angebot im Aquarium vermehrter Tiere zurückgreifen. Einige Anbieter haben sich darauf spezialisiert, besonders farbige Steinkorallen zu vermehren. Einige Garnelen und Einsiedlerkrebse kann man inzwischen im Aquarium züchten.

#### Steinkorallenhaltung

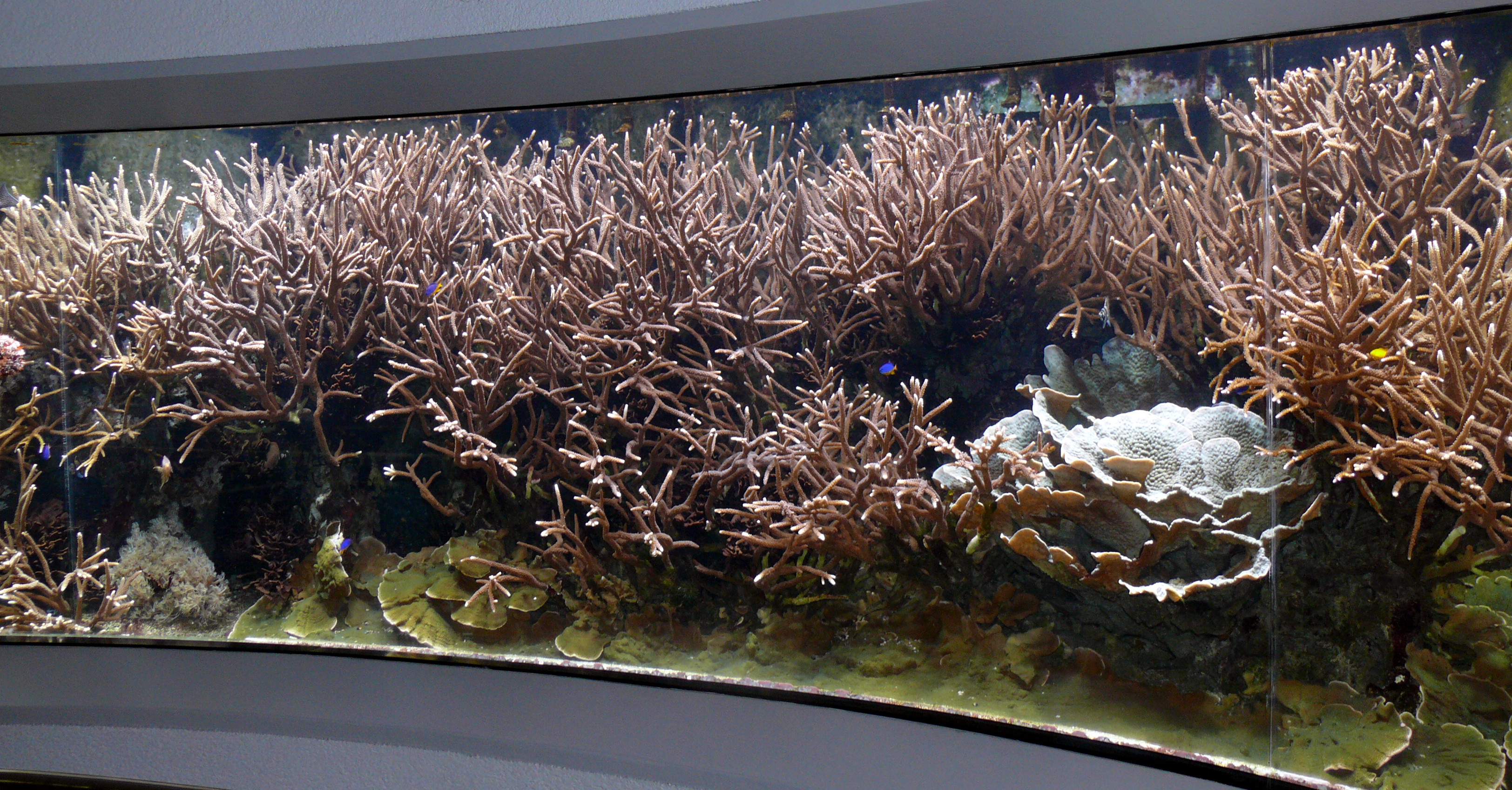
Acroporen im großen Riffaquarium des Aquazoo – Löbbecke Museum in Düsseldorf

Steinkorallen sind meist riffbildend, da sie Kalk abscheiden. Schon seit dem Paläozoikum, seit etwa 500 Millionen Jahren also, existieren Steinkorallen. Sie haben maßgeblich an der Gestaltung unserer Erde mitgewirkt. Fast alle Steinkorallen leben innerhalb eines warmen Gürtels. Je kälter es wird, desto weniger Steinkorallenarten wird man finden. Meistens wachsen sie auch nicht in Tiefen unter 50 m, da sie auf Grund der Zooxanthellen sehr lichtabhängig sind. Steinkorallen können solitär, sozusagen als riesiger Einzelpolyp, oder in Kolonieform mit wenigen bis zu vielen Tausend Individuen leben. Steinkorallen sind empfindliche Organismen und nicht einfach zu pflegen, für Einsteiger sind sie nicht geeignet.
Das Becken sollte beim Besatz mit Steinkorallen sehr stabil sein und die Technik ohne Probleme funktionieren. Steinkorallen können somit erst nach mindestens sechs bis zwölf Monaten in ein neu eingerichtetes Becken gesetzt werden, wobei dieses nicht zu sehr von Weichkorallen dominiert sein darf. Steinkorallenbecken sollten wenig Fischbesatz aufweisen, damit sich durch die Fütterung und Ausscheidungen der Fische nicht zu viel Phosphat und Nitrat im Becken ansammeln. Am besten geeignet zur Vergesellschaftung sind Doktorfische, Korallenwächter, Schleimfische, Garnelen und Seesterne. Auf der anderen Seite ist Nitrat und auch Phosphat essentieller Bestandteil aller Lebewesen.
Ein geringer Anteil muss immer vorhanden sein, da sonst jedes Wachstum stoppen würde. Die Kunst ist, auch diese Werte immer in einem vernünftigen Verhältnis zu halten.
Faktor Licht:
Vor allem die Korallen sind durch ihre besondere Lebens- und Ernährungsweise auf ausreichend Licht angewiesen. Ihre Versorgung erfolgt normalerweise über Algen, die in ihrem Gewebe eingelagert sind und durch Photosynthese Energie zur Verfügung stellen. Manche Korallen hingegen bevorzugen abgedunkelte Standorte, weil sie sich nicht photosynthetisch ernähren, sondern Zoo- oder Phytoplankton zu sich nehmen. Wieder andere Tiere sind in Mittellichtzonen angesiedelt, grelles Licht würde unweigerlich zum Rückgang dieser Tierkolonien führen. Es ist somit sehr wichtig, die Lichtbedürfnisse der einzelnen Tiere zu kennen und im Meerwasserbecken zu befriedigen.
Fische sind nicht so empfindlich. Für ein Riffbecken kommen prinzipiell HQI-Lampen und T5 Leuchtstoffröhren in Frage. Für ein reines Fischbecken reichen Leuchtstoffröhren völlig aus. Mittlerweile stellt die LED-Beleuchtung eine attraktive Beleuchtungsmethode dar, welche neben geringerer Wärmeentwicklung auch im Lichtspektrum und in der Effizienz
wesentlich besser abschneidet als HQI-Lampen oder Leuchtstoffröhren. 5-Röhren gibt es zwar auch in einem blauen Lichtspektrum, um damit die Fluoreszenz der Korallen zum Vorschein zu bringen, bei LEDs im Wellenlängenbereich von ca. 445 – 465 nm wird dieses Fluoreszenz-fördernde Spektrum aber erheblich besser erzeugt, sodass die Einführung von blauen LED eine Innovation in der Meerwasseraquaristik darstellt. 
Faktor Strömung:
Eine saubere Zirkulation durch geschickt angebrachte Strömungspumpen – jeder Teil des Beckens sollte zumindest zeitweilig durchströmt werden – hindert Schwebeteilchen, sich abzusetzen und vor sich hin zu „schimmeln“. Durch den Abschäumer, die mechanische Filtration und die filtrierenden oder Plankton fressenden Organismen werden diese gut entsorgt. Zudem werden die Abfallstoffe der Wirbellosen von diesen weggespült. Die Wasseroberfläche sollte immer in Bewegung sein, damit der Gasaustausch über die Oberfläche gut funktioniert und sich keine Kahmhaut auf der Oberfläche bildet. Mindestens 5- bis 10-mal pro Stunde sollte der Beckeninhalt umgewälzt werden. Am besten ist es, mit Wechselpumpen alle 6 Stunden die Richtung zu wechseln.
Um eine Strömung nachzuahmen, die den Wasserbewegungen am natürlichen Standort der Tiere entspricht, bietet der Fachhandel ausgeklügelte Pumpensysteme an.
- Powerhead-Pumpen; Ideal sind Power-head-Pumpen mit Filterwatte als mechanischem Schnellfilter, da sie billig und zuverlässig sind. Von Nachteil ist allerdings, dass sich die Elektrik im Wasser befindet und die Pumpen Wärme abgeben.
- Rücklaufpumpen; Wer eine starke Rücklaufpumpe aus dem Filterbecken hat, kann über entsprechende Abzweigungen auch darüber genügend Strömung erzeugen.
- Kunststoff-Magnetkreiselpumpen; Moderne Kunststoff-Magnetkreiselpumpen sind in der Lage, bei hohem Wirkungsgrad relativ geräusch- und wartungsarm zu laufen. Ihre Elektrik liegt außerhalb des Beckens und gibt keine Wärme ans Wasser ab.

Faktor Wasserwerte:
Um den Tieren Bedingungen bieten können, bei denen sie sich wohlfühlen, müssen regelmäßige Kontrollen der wichtigsten Wasserwerte durchgeführt werden. Viel Missgeschick entsteht durch Nachlässigkeit auf diesem Gebiet. Die Zubehörindustrie bietet mittlerweile die wichtigsten Testverfahren an, so dass es möglich ist, wesentliche Unregelmäßigkeiten zu erkennen und zu korrigieren. Wird ein mit der entsprechenden Technik ausgestattetes Aquarium richtig eingerichtet und besetzt, ist eine Grundlage dafür geschaffen, dass es auch auf Dauer zufriedenstellend funktioniert. Je länger ein Meeresaquarium in Betrieb ist, umso größere Probleme kann es mit manchen Substanzen geben. Bis jetzt sind bei weitem noch nicht alle Schwierigkeiten gelöst, aber gravierende Mängel lassen sich doch vermeiden. Die nachfolgenden Wasserwerte wird man unterschiedlich oft messen müssen, aber regelmäßige Kontrollen sind unerlässlich. Vor dem Einsetzen der Tiere muss das Aquarienwasser erst einmal auf seine Tauglichkeit hin geprüft werden. Wichtig sind folgende Wasserwerte: Ammonium/Ammoniak, Nitrit, Karbonathärte (Kh), pH-Wert, Temperatur, Dichte. Für einen dauerhaften Betrieb ist das Wissen über folgende Substanzen notwendig: Nitrate, Phosphate, Redoxpotential und Sauerstoff. Treten Schwierigkeiten auf und besteht der Verdacht einer Vergiftung, sollte man folgende Analysen in der angegebenen Reihenfolge durchführen: Dichte, Temperatur, Ammonium/Ammoniak, Nitrit, pH-Wert, Kupfer, Zink und Aluminium. Eine Behandlung mit Kupfersulfat ist nur in Verbindung mit einem Kupfertest sinnvoll. Bei jedem Wassertest ist zu beachten, dass er genau nach den Herstellerangaben gelagert und verwendet wird. Alle ermittelten Messwerte und daraufhin durchgeführte Maßnahmen sollten in ein Messprotokoll eingetragen werden.

## Weitere Aquarientypen
Für die Haltung von marinen Tieren, die nicht in Korallenriffen leben, gibt es weitere Typen von Meerwasseraquarien.

### Nordseeaquarium
In einem Nordseeaquarium werden Fische und Wirbellose aus der Nordsee gehalten. Da sie nicht im Handel sind, müssen die Bewohner vom Aquarianer selber gefangen oder von Fischern bezogen werden. Die Temperatur eines Nordseeaquariums muss zwischen 10 °C im Winter und darf nicht mehr als 20 °C im Sommer betragen. Das lässt sich meist nur durch ein Kühlaggregat verwirklichen. Während es in öffentlichen Schauaquarien oft Nordseeaquarien gibt, sind sie bei Privatleuten sehr selten.

### Mittelmeeraquarium
Ähnliches gilt für die Haltung von Bewohnern des Mittelmeeres. Man muss sie selbst fangen. Hier kann die Temperatur im Sommer bis zu 24 °C steigen. Es gibt viele öffentliche Schauaquarien, die Mittelmeertiere zeigen, bei Privatleuten wurden sie fast vollständig von den farbigeren Bewohner tropischer Meere verdrängt.

### Mangrovenaquarium
Im Mangrovenaquarium werden Bewohner der Mangrovenzone gehalten. Oft leben die Tiere amphibisch, halb an Land. Schlammspringer, andere im Flachwasser lebende Grundeln, Winker- und Landkrabben sind typische Bewohner. Das Aquarium kann mit Setzlingen der Roten Mangrove (Rhizophora mangle) bepflanzt werden. Dieser Aquarientyp lässt sich auch als Brackwasseraquarium verwirklichen.

### Aquarium für Großfische
In öffentlichen Aquarien und Zoologischen Gärten werden oft attraktive Großfische wie Haie, Rochen, Muränen, Zackenbarsche, Schnapper oder Stachelmakrelen gehalten. Bei sehr großen Anlagen können die Besucher oft in einem gläsernen Tunnel durch das Aquarium laufen. Es sind erhebliche technische Aufwendungen nötig, um das Wasser sauber zu halten. Dazu zählen sehr große Eiweißabschäumer, Rieselfilter und Sandfilter.

### Tiefseeaquarium
In einigen wenigen öffentlichen Aquarien wie dem Zooaquarium Berlin kann man Fische aus größeren Tiefen der Weltmeere sehen. Die Becken sind dunkel oder nur sehr wenig beleuchtet, so dass man nur die funkelnden Leuchtorgane der Tiefseefische sieht. Die in der Natur in Tiefen bis 400 Meter lebenden Tannenzapfenfische gehören zu den wenigen, deren Haltung bisher möglich ist. Im Zoo Rotterdam gibt es seit neuestem ein Aquarium für die Haltung von Tiefsee-Gorgonien.

### Nanoriffaquarium
Hierbei spricht man von einem Meerwasseraquarium von geringer Größe, welche durch geringen Einsatz von Technik betrieben werden.
In der Regel handelt es sich hierbei um tropische Meerwasseraquarien, in denen relativ anspruchslose marine Lebewesen gehalten werden.
Die Beckengrößen sind meist Aquarienstandardgrößen von 12, 20, 25, 27, oder 36 Liter, seltener auch mehr oder weniger, je nachdem, wie vom einzelnen Aquarianer definierten Begriff Nanoriff. Wobei auch der Begriff "Miniriff" häufig verwendet wird. Diese Bezeichnung ist in den meisten Fällen erst über 54 Litern ein gängiger Begriff.
Einige Aquarianer haben aber auch schon die 12-Liter Marke-deutlich unterschritten.
Meistens werden Nanoriffe als "Ableger" eines großen Meerwasseraquariums eingerichtet, um bestimmte Arten zu pflegen und zu beobachten, welche in einem normalen Meerwasseraquarium übersehen werden.
Ursprünglich kommen diese Nanoriffaquarien aus Nordamerika und erfreuen sich seit diversen Veröffentlichungen in Fachzeitschriften großer Beliebtheit.

#### Technik
Beleuchtung
Nanoriffaquarien werden häufig mit LED-Beleuchtung oder kleinen Leuchtstoffröhren mit 4, 6 oder 8 Watt betrieben.
Weitere Leuchtmittel sind sogenannte Kompaktleuchtstoffröhren, mit der gängigen Handelsbezeichnung Dulux und einer G-23-Steckfassung, sowie normale Energiesparlampen.
Hierbei spielt die Lichtfarbe eine große Rolle. Diese sollte bei nur einem Leuchtmittel weiß sein. Als Zusatzbeleuchtung eignen sich blaue Leuchtmittel, welche es nicht nur als Leuchtstoffröhre zu kaufen gibt, sondern auch in Form von LED, Kompaktleuchtstoffröhren oder normaler Energiesparlampen erhältlich sind.
Der Gebrauch eines Reflektors erhöht die Lichtausbeute. Bei LEDs können Linsen verwendet werden, um das Licht gerichtet ins Aquarium strahlen zu lassen
Die heute in der Meerwasseraquaristik weit verbreiteten HQI-Brenner (Halogenmetalldampflampen) mit der kleinsten Leistungsaufnahme von 70 Watt eignen sich im Grunde nicht für ein Nanoriffaquarium, da diese eine sehr hohe Wärmeabgabe haben und das Becken überhitzen würden.
Filterung und Strömung
Die Filterung eines Nanoriffaquariums mit Hilfe von Aquarienfiltern hält sich sehr in Grenzen. Die biologische Filterung wird durch Bakterien im Lebendgestein übernommen.
In der Regel wird nur eine kleine Pumpe installiert, welche das Aquarium wie bei den "Großen" mindestens 10-mal in der Stunde umwälzt. Dies hängt stark vom Besatz ab. Die Wasserumwälzung kann aber auch durch einen kleinen Filter übernommen werden. Dieser dient bei Nanoriffen aber nur der Grobschmutzfilterung und nicht der biologischen Filterung.
Als zweite Art der Strömung eignen sich Luftheber. Diese eignen sich eher für eine sanftere Strömung.
Sonstige Technik
In den meisten Berichten über Nanoriffaquarien in diversen Medien wird nur eine Pumpe und eine Beleuchtung installiert.
Durch die Beleuchtung, egal welcher Art, wird ein Heizstab oftmals überflüssig, da die Abwärme in der Regel bereits ausreicht. Auch eine Pumpe erwärmt das Wasser zusätzlich.
Bei größeren Nanoriffaquarien reicht die Abwärme von Pumpe und Beleuchtung nicht mehr aus, sodass ein regelbarer Heizstab mit ca. 25 Watt installiert werden muss.
Im Sommer tritt noch ein weiteres Problem auf, wodurch ein weiteres Gerät zum Einsatz kommen muss: Das Nanoriff wird durch die erhöhten Temperaturen von außen zusätzlich beheizt.
Die Temperatur darf für die erfolgreiche Pflege von Korallen nicht über 29 °C steigen, nicht einmal kurzzeitig. Daher sollte ein geeigneter Lüfter am Beckenrand auf die Wasseroberfläche gerichtet werden, wodurch die Verdunstungskälte ausgenutzt wird. Das verdunstete Wasser muss so oft wie möglich durch Süßwasser ersetzt werden. Der Salzgehalt ist in diesem Fall öfter als sonst zu kontrollieren.
Ein kleiner Eiweißabschäumer ist nur für Nanoriffe mit Fischbesatz sinnvoll, wobei er hier auch durch einen häufigeren Teilwasserwechsel ersetzt werden kann.

## Fachzeitschriften
- Der MeerwasserAquarianer, Fachmagazin für Meerwasseraquaristik, Rüdiger Latka Verlag, ISSN 1432-1505.
- KORALLE, Meerwasseraquaristik-Fachmagazin, Natur und Tier – Verlag, ISSN 1439-779X.